# Alexander von Konstantinopel
Alexander von Konstantinopel (altgriechisch Επίσκοπος Νέας Ρώμης Αλέξανδρος Epískopos Néas Rómes Aléxandros; * um 250; † 337 oder 340 in Konstantinopel) war Bischof von Konstantinopel von 326 bis 337.

## Leben
Über seine Jugend ist kaum etwas bekannt, jedenfalls muss er eine klassische Bildung erworben haben. Sein Zeitgenosse Alexander von Alexandria schrieb an ihn, um ihn vor dem Arianismus zu warnen. 314 oder 317 wurde er zum stellvertretenden Bischof (Chorepiskopos) geweiht, er soll damals schon 73 Jahre gezählt haben.
Alexander ist urkundlich erwähnt in den Akten des ersten Konzils von Nicäa, an dem er als Stellvertreter seines Bischofs Metrophanes von Konstantinopel teilnahm, der wegen seines hohen Alters verhindert war. Dort war er auch Sprecher für Kaiser Konstantin. Alexander gehörte im Arianischen  Streit zur nizänischen Partei und war entschiedener Gegner des Arianismus.
Als der Kaiser ihm 335 befahl, Arius wieder in die Kirche aufzunehmen, weigerte sich Alexander und wurde daraufhin durch Eusebius von Nikomedia mit Absetzung bedroht. Nach dem Bericht des Socrates Scholasticus (Kirchengeschichte 1, 38) habe Alexander, der die Kommunion mit Arius für ein Sakrileg hielt, sich in der Kirche des Friedens eingeschlossen und gebetet, dass Gott entweder ihn selbst oder Arius hinwegnehmen solle, bevor er Arius zur Kommunion zulassen müsse. Arius starb am Tag, bevor er die Kommunion hätte empfangen sollen.
Alexander wird in der römisch-katholischen und der orthodoxen Kirche als Heiliger verehrt. Sein Gedenktag ist der 30. August.